# Carlisle Castle

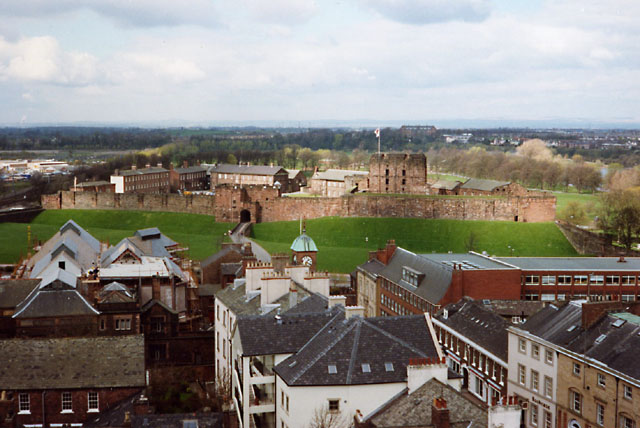
Carlisle Castle im Norden der Stadt

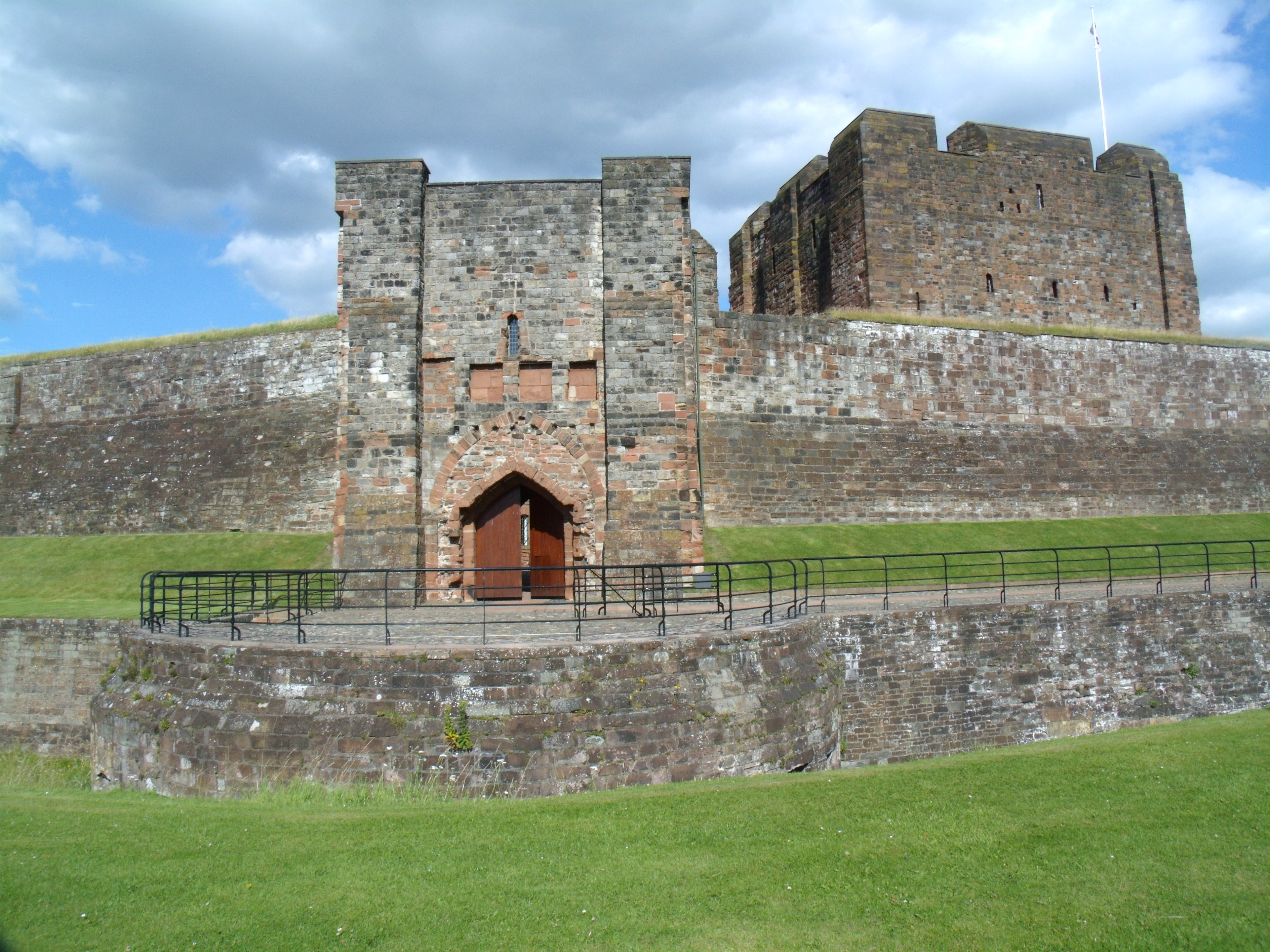
Portal, Bergfried (keep) und Festungsmauern

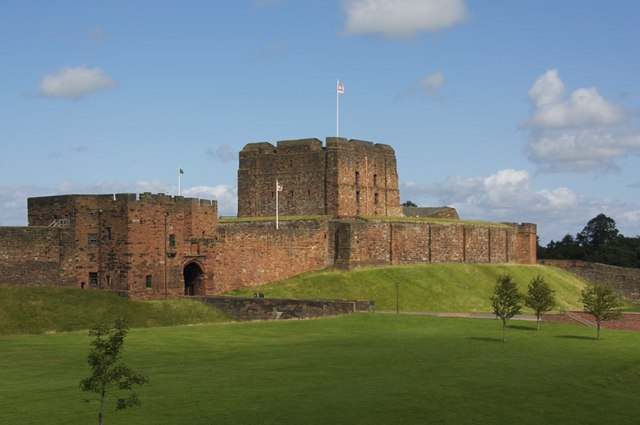
Carlisle Castle, Wälle und Mauern

Carlisle Castle liegt in der Grafschaft Cumbria im Nordwesten Englands. Die Festung ist über 900 Jahre alt und war mehrfach Schauplatz wichtiger Ereignisse in der Englischen Geschichte. Da Carlisle an der historischen Grenze zwischen England und Schottland liegt, war es Zentrum vieler Kriege zwischen England und Schottland. Heute enthält die Festung ein Museum und ist für Besucher zugänglich.

## Lage
Carlisle Castle liegt nahe dem westlichen Ende des Hadrianswalls im Norden der historischen Altstadt von Carlisle in einer Höhe von ca. 30 m.

## Geschichte von Carlisle Castle
Bereits die Römer hatten an der Stelle des späteren Castle das Kastell Luguvalium errichtet. König Wilhelm II. eroberte im Jahr 1066 die Grafschaft Cumberland, die zu diesem Zeitpunkt zu Schottland gehörte, und begann 1093 neben den Resten der römischen Festung das erste Carlisle Castle zu errichten. Im Jahr 1122 befahl Heinrich I. dessen Ausbau zu einer steinernen Festung und die Errichtung einer Stadtmauer, da die Vertreibung aus Cumberland zu vielen Versuchen der Schotten führte, die Grafschaft zurückzuerobern. Waren die Schotten erfolgreich, versuchten die Engländer anschließend das gleiche; im Ergebnis wechselten Carlisle und seine Burg in den folgenden 700 Jahren mehrfach den Besitzer.
Der erste erfolgreiche Versuch fand während der Anarchie von Stephan statt. Der schottische König David I. nutzte die innerenglischen Streitigkeiten, eroberte die Stadt zurück und vervollständigte die Stadtmauern. Trotzdem gelang es den Engländern sieben Jahre später, ihrerseits Stadt und Burg zurückzugewinnen. Während des Schottisch-Englischen Kriegs ab 1215 eroberte 1216 ein schottisches Heer die Burg. Gemäß den Friedensbedingungen mussten die Schotten die Burg im Dezember 1217 wieder den Engländern übergeben. Während des Ersten Schottischen Unabhängigkeitskriegs belagerte im Jahr 1315 nach der Schlacht von Bannockburn ein großes schottisches Heer die Stadt und die Burg, die jedoch erfolgreich von den Engländern unter Andrew Harclay verteidigt wurden.
Im Jahr 1568 war Maria Stuart (Mary Queen of Scots) für einige Monate in der Burg inhaftiert. Nach der Vereinigung Schottlands und Englands (1707) spielte die Grenzlage der Stadt keine entscheidende Rolle mehr, doch erlebte Carlisle seine wichtigste Schlacht während des zweiten Jakobitenaufstandes im Jahr 1745. Die aufständische schottische Armee von Prinz Charles Edward Stuart zog südwärts von Schottland nach England. Carlisle und seine Burg wurden von den Jakobiten besetzt. Nach anfänglichen Erfolgen der Jakobiten wurde Carlisle von den Engländern zurückerobert und die Jakobiten schließlich in der Schlacht von Culloden vernichtend geschlagen. Die überlebenden Jakobiten wurden im Carlisle Castle inhaftiert und schließlich hingerichtet. Die Schlacht von Culloden markiert gleichzeitig das Ende der kriegerischen Auseinandersetzungen um das Carlisle Castle, da Schottland nach dieser Niederlage wieder Teil des Königreichs Großbritannien war.
Einige Teile der Burg wurden zur Materialgewinnung geschleift, die Reste wurden bis 1959 von britischen Grenzregimentern als Depot genutzt.